# 受禅碑与受禅台
受禅碑与受禅台位于中国河南省临颍县繁城镇，是汉献帝禅让于曹丕，曹魏取代东汉的历史见证，2001年被列为第五批全国重点文物保护单位。
受禅碑，曹魏黄初元年（220年）刻立。《公卿将军上尊号》碑，高3.7米，宽1.1米，厚0.33米，是四十六位公卿将军给曹丕的奏章，劝曹丕以魏代汉。《受禅表》碑，高3.7米，宽1.1米，厚0.3米，记录了黄初元年冬十月二十九日汉献帝将皇位禅让给魏王曹丕之事。受禅台筑于东汉延康元年，台高13米，面积约8448平方米，台上大殿等建筑早已无存。